# Cratere Bolyai
Bolyai è un grande cratere lunare di 102,22 km situato nella parte sud-occidentale della faccia nascosta della Luna.
Il cratere è dedicato al matematico ungherese János Bolyai.

## Crateri correlati
Alcuni crateri minori situati in prossimità di Bolyai sono convenzionalmente identificati, sulle mappe lunari, attraverso una lettera associata al nome.
| Bolyai | Coordinate             | Diametro (in km) |
| ------ | ---------------------- | ---------------- |
| D      | 32°36′S 128°27′E       | 32,15            |
| K      | 36°39′36″S 127°13′48″E | 26,52            |
| L      | 36°28′48″S 126°39′36″E | 72,67            |
| Q      | 36°17′24″S 123°02′24″E | 26,41            |
| W      | 32°03′00″S 124°25′12″E | 53,03            |